# Ткаченко, Виктор Александрович
Ви́ктор Алекса́ндрович Ткаче́нко (род. 6 января 1939) — советский, российский дипломат.

## Биография
Окончил Московский государственный университет им. М. В. Ломоносова (1965), Дипломатическую академию МИД СССР (1974) и факультет повышения квалификации при Дипломатической академии МИД СССР (1991).
С 17 августа 1991 по 3 февраля 1997 года — чрезвычайный и полномочный посол СССР, затем Российской Федерации в Перу.

## Семья
Женат, имеет двоих детей.

## Дипломатический ранг
Чрезвычайный и полномочный посол (29 октября 1996).